# Zambra Alajos
Zambra Alajos (Fiume, 1886. február 7. – Budapest, 1947. december 29.) műfordító, jogász, irodalomtörténész, egyetemi tanár.
Budapesten, Bolognában, és Rómában folytatott egyetemi tanulmányokat. 1909-ben Budapesten jogi doktorátust szerzett. Dolgozott a budapesti olasz főkonzulátuson, és az Iparművészeti Múzeumban, majd 1924-től haláláig budapesti egyetemen az olasz nyelv és irodalom tanára volt. Több olasz–magyar kulturális kapcsolatokkal foglalkozó tanulmánya jelent meg folyóiratokban, és mind olasz, mind magyar írók műveiből fordított a másik nyelvre. Irodalomtörténeti kutatásai elsősorban a régi magyar irodalomban felbukkanó olasz hatások kimutatására irányultak.

## Művei
- I manoscritti italiani nella Biblioteca Széchényi del Museo Nazionale Ungherese di Budapest (Firenze, 1911).

## Emlékezete
Egyik tanítványa, Karinthy Ferenc rövid karcolatban (Petrarca filozófiai munkái) írja le, hogyan folyt le egy vizsgája a tanárnál.